# Evolutie (Piet Mondriaan)
Evolutie is een  schilderij, een triptiek, uit 1911 van de Nederlandse kunstschilder Piet Mondriaan. Het schilderij bevindt zich in het Kunstmuseum in Den Haag.
Het middenpaneel is 183 x 87,5 cm groot, de zijpanelen 178 x 85 cm. Het schilderij laat een moment zien halverwege Mondriaans ontwikkeling van realistische landschappen naar zijn latere, abstracte stijl. Met symbolische vormen en gestileerde lijnen is dit het laatste werk waarin hij een mensfiguur schilderde. Kort nadat hij het schilderij voltooide, werd het tentoongesteld tijdens de eerste tentoonstelling van de Moderne Kunstkring in het Stedelijk Museum in Amsterdam.